# Zawadka Brzostecka
Zawadka Brzostecka – wieś w Polsce położona w województwie podkarpackim, w powiecie dębickim, w gminie Brzostek.
| SIMC    | Nazwa | Rodzaj    |
| ------- | ----- | --------- |
| 0815073 | Góry  | część wsi |

W latach 1975–1998 miejscowość administracyjnie należała do województwa tarnowskiego.
Wieś liczy około 350 mieszkańców. We wsi znajdują się dwie zabytkowe kapliczki, budynek dawnego dworku szlacheckiego oraz cmentarz wojenny z okresu I wojny światowej. Miejscowość usytuowana jest przy drodze Jasło-Pilzno.